# Disfasia
La disfasia es un trastorno del lenguaje en el que se ve disminuida la capacidad comunicativa. Suele darse a través de una lesión del sistema nervioso central y de las áreas implicadas en el lenguaje. Se da en niños entre los 0 y 6 años de edad que ni siquiera han adquirido aún el lenguaje.
La diferencia con la afasia es que en esta última, el individuo sí tiene una adquisición del lenguaje, por lo que ya posee una capacidad de comunicación previa. La afasia infantil se da en niños entre los 6 y 12 años de edad. También está la afasia en adultos y jóvenes, que se da de los 12 años en adelante.

## Causas
Las causas suelen estar asociadas con problemas en la maduración y adquisición del lenguaje. A día de hoy, aún no hay datos que corroboren esto. Algunas causas son las siguientes:
- Traumatismos craneoencefálicos.
- Lesión cerebral.
- Falta de oxígeno al nacer.
- Meningitis, encefalitis, etc.
- Factores hereditarios.
- Alteraciones de los órganos implicados en el lenguaje.[3]

## Algunos comportamientos
- Se mantiene aislado o desconectado
- Parece que no escuchara
- Carece de lenguaje o repite sin comprender
- Tiene muy poca atención
- Se descontrola cuando no logra algo
- Se fascina frente al espejo
- No fija la mirada
- Persiste en un mismo juego, juguete o interés
- Tiende a repetir acciones

Referencia : Diagnóstico de disfasia. Espacio logopédico

## Tipos

### Disfasias Expresivas
Existen dos tipos. Por un lado la disfasia verbal, que se caracteriza por un lenguaje poco fluido. Y también, la alteración fonológica, caracterizada por una mala articulación dentro de las palabras o frases.

### Disfasias Evolutivas
La disfasia evolutiva expresiva, muestra problemas a la hora de entender a los niños. Y la disfasia evolutiva receptiva, añade dificultades para comprender a los demás por parte de la persona afectada.

### Disfasias Mixtas
Aquí tenemos la sordera verbal, en el que el niño no puede interpretar los sonidos y su lenguaje es incoherente, por ello también el déficit fonológico, una alteración por la que los discursos tiene una organización deficiente.

## Tratamiento
Cada persona con disfasia requiere de un tratamiento sumamente diferente, ya que esta puede presentarse en diferentes niveles según su grado. Existen 3 grados en el que se seguirán estrategias diferentes por parte del logopeda infantil.